# アニーとボンボン
「アニーとボンボン」（Les Sucettes）は、セルジュ・ゲンスブールが作曲しフランス・ギャルに提供した1966年の歌。
セルジュ・ゲンスブールは、アルバム『ジェーン&セルジュ』（1969年）の中でセルフカバーしたことがある。

## 歌詞
アニス風味のペロペロキャンディが大好きな少女を題材としたイェイェである本楽曲は様々な言葉遊びを含んでいることで知られており、例えば、少女の名前であるアニーはアニスとの言葉遊びである。
また、この楽曲は2つの解釈で知られている。sucette（スュセット）という語は棒状のペロペロキャンディを意味すると同時にフェラチオの隠語でもあり、フランスでありながらペニー硬貨が登場し、これはペニスを暗示している。溶けたキャンディがアニーの喉を降りて彼女が幸せな気分になる箇所は精飲を暗示している。

## 反響

### 関係者の反応
当時、若年のアイドルであったギャルはこの隠された意味に気付かず無邪気にロリポップを嘗める姿でプロモーション・ビデオ（PV）に登場していた。それにはギャルの後ろでロリポップ・キャンディの着ぐるみを被った数人の人物が共演しているが、彼らの着ぐるみもギャルが手にしたキャンディも両者共に男性器を彷彿させるような形状であることが確認できる。
歌詞の意味を知ったギャルはひどくショックを受け、誰にも顔向けできないとしてしばらく引きこもってしまった 。
ギャルは書籍"Serge Gainsbourg: A Fistful of Gitanes"の中で、「今までゲンスブールから提供された楽曲を誇りと無邪気さの中で歌ってきたため、彼のいいように利用されてきたと知ったときは苦痛に感じた」と述べているほか 、2001年のテレビ番組でのインタビューの中でも「周りの大人たちに裏切られた気分だった」と振り返っている。